# Yves Géniès
Yves Géniès, né le 29 juillet 1951 au Raincy en France, est un journaliste, pilote automobile et moto français.
Il est notamment connu pour avoir présenté les Grands Prix de Formule 1 dans les années 1990 jusqu'en 2012 et commenté les Grands Prix moto de 1982 à 1992 sur TF1 au côté de Pierre Van Vliet et les autres journalistes.
Il participe activement à diverses courses auto et moto de manière régulière depuis plus de quarante ans.

## Biographie

### Radio
Après une brève carrière en tant qu'instituteur puis professeur de mathématiques et de technologie, Yves apprend avec un camarade la création prochaine d'une nouvelle station, Radio 7. Il décide au culot d'aller présenter un extrait audio enregistré à son domicile avec les moyens du bord au siège de la radio. Pari gagnant, il décroche une audition grâce à un enregistrement sur l'Enduro du Touquet. Sa voix radiophonique et ses talents de conteur font le reste, il est l'un des premiers à signer un contrat dans la station nouvellement créée.
Pendant les premières années, il cumule sa carrière d'enseignant avec cette activité radiophonique, rejoignant chaque soir la maison de la Radio où il apprend sur le tas à placer sa voix et à écrire ses premiers articles.
En mai 1980, lors du lancement de la première radio FM, Patrick Meyer lui propose d'animer sa propre rubrique intitulée Yves sur la roue arrière.

### Télévision
Journaliste, présentateur et pilote d'essai d'Automoto sur TF1 de 1982 à 2012.

## Palmarès

### Courses moto

#### Bol d'or classic
| 10e Bol d'or classic (2012) | 1re Place catégorie Post-classique (motos de 1984 à 1991), no 11, pilotes : Yves Géniès et Robert Doron, Honda RC30 - écurie Marcel Boulardier, 113 tours |
| 3e Bol d'or classic (2005)  | 2e Place catégorie Post-classique (motos de 1984 à 1991), no 11, Yves Géniès et Roger Ruiz, Honda Daytona 750 - Marcel Boulardier                         |
| 2e Bol d'or classic (2004)  | 3e Place catégorie Post-classique (motos de 1984 à 1991), no 11, Yves Géniès et Roger Ruiz, Honda Daytona 750 - Marcel Boulardier                         |

#### 6 Heures du Mans
| Édition | Classement final | Informations complémentaires                 |
| ------- | ---------------- | -------------------------------------------- |
| 1984    | 1re              | Coéquipier Éric Leliard sur Kawasaki ZXR 750 |

#### Enduro du Touquet
Six participations entre 1975 et 1990.
| Édition | Classement final | Informations complémentaires                     |
| ------- | ---------------- | ------------------------------------------------ |
| 1990    | 56e              | Premier journaliste et premier pilote de vitesse |
| 1975    | X                | Première participation                           |

#### Catégorie Critérium 750
Vice-champion de France 1976

### Courses auto

#### 24 Heures de Chamonix
| Édition | Classement final | Écurie                                     | Informations complémentaires                                                                 |
| ------- | ---------------- | ------------------------------------------ | -------------------------------------------------------------------------------------------- |
| 1997    | 3e               | Team Citroën officiel Géniès/Pailler/Simon | Record d'audience avec le bêtisier Yves Géniès/Jean-Claude Dassier                           |
| 1990    | X                |                                            | Abandon à la suite de l'accident du véhicule par Hervalet, explosion et incendie du véhicule |
| 1989    | 6e               |                                            |                                                                                              |
| 1988    | X                |                                            | Record du tour / Abandon à la suite d'une casse moteur                                       |

#### CoupePorsche
1992 - 7e position Grand Prix de France

## Autre
- 1980 : Participation au rallye Dakar en tant que copilote d'Yves Rénier avec Pat Le Guen sur Toyota BJ , le trio (voiture n°160) fini à la 17e place[6],[7].

## Récompenses
Automoto remporte le 7 d'or de la meilleure émission de sport en 1986 et 1996.